# Београдска бановина
Београдска бановина је била бановина средњовековне Краљевине Угарске, која је обухватала Београд и околне крајеве. Била је део угарског одбрамбеног система на јужним границама краљевине, а граничила се са у Српском деспотовином.

## Историја
Све до 1427. године, Београд је био престоница Српске деспотовине. Након смрти деспота Стефана Лазаревића (1427), његов наследник Ђурађ Бранковић је био приморан да Београд преда Угарској и своју престоницу премести у Смедерево. Угарска је тада на овом подручју формирала Београдску капетанију, војно-управну област која је постојала упоредо са суседном Мачванском бановином. Након 1496. године, обуставено је постављање посебних мачванских банова, а одбрана јужних граница је поверена београдским бановима, чиме је Београдска бановина добила посебан значај. Услед разних угарских пропуста у припремама за одбрану града, Османско царство је 1521. године успело да освоји Београд, након чега је ово подручје укључено у Смедеревски санџак.